# Dominika Kulczyk
Dominika Kulczyk (ur. 30 lipca 1977 w Poznaniu) – polska inwestorka, przedsiębiorca i reporterka, dziedziczka majątku po swoim ojcu Janie Kulczyku.
Założycielka i prezes Kulczyk Foundation, przewodnicząca Rady Nadzorczej Kulczyk Holding i Polenergia S.A., współzałożycielka Grupy Firm Doradczych Values. Autorka wielokrotnie nagradzanego cyklu reportaży pt. „Efekt Domina” oraz filmów dokumentalnych powstałych we współpracy z CNN International. Prowadzi projekty z zakresu społecznej odpowiedzialności biznesu, działania społeczne na rzecz lokalnych społeczności w Polsce i poza jej granicami, akcje charytatywne, sponsoringowe i z zakresu ekologii. Dama Orderu Uśmiechu. Córka Grażyny i Jana Kulczyków.

## Życiorys

### Edukacja
Dominika Kulczyk ukończyła I Liceum Ogólnokształcące im. Karola Marcinkowskiego w Poznaniu. Absolwentka kierunku sinologia w Katedrze Orientalistyki i kierunku politologia na Wydziale Nauk Politycznych i Dziennikarstwa Uniwersytetu im. Adama Mickiewicza w Poznaniu. W latach 1999–2000 przebywała w Chinach na stypendium rozwijającym znajomość języka mandaryńskiego. Nauka odbywała się na uczelniach: Huadong Shifan University w Szanghaju oraz na Uniwersytecie Pekińskim. Po studiach kontynuowała naukę w The London Institute oraz ukończyła kurs strategicznej filantropii organizowany przez Fundację Rockefellera.

### Kariera
Razem z Jackiem Santorskim w 2006 założyła Grupę Firm Doradczych Values. Firma specjalizuje się w szkoleniach z zakresu psychologii biznesu oraz jest zaangażowana w projekt Akademii Psychologii Przywództwa współorganizowany przez Politechnikę Warszawską, którego podstawą jest program szkoleniowy dla menedżerów średniego i wyższego szczebla.
W latach 2010–2017 kierowała polskim oddziałem Green Cross International, trzeciej co do wielkości na świecie międzynarodowej pozarządowej organizacji ekologicznej. Green Cross Poland był platformą dialogu pomiędzy biznesem, administracją publiczną, organizacjami pozarządowymi i ośrodkami naukowymi.
W czerwcu 2013 dołączyła do Rady Nadzorczej w przedsiębiorstwie Kulczyk Investments. W holdingu stworzonym przez jej ojca odpowiadała za działania w obszarze społecznej odpowiedzialności biznesu (CSR i CSI) oraz komunikację międzynarodową. Do czerwca 2018 przewodniczyła Radzie Nadzorczej Kulczyk Investments.
Zainicjowała powstałą w lipcu 2013 organizację filantropijną Kulczyk Foundation współpracująca z polskimi i międzynarodowymi organizacjami pozarządowymi (NGO). Fundatorami byli: Grażyna Kulczyk, Jan Kulczyk oraz Dominika Kulczyk, która sprawuje funkcję Prezesa Zarządu.
Na zaproszenie międzynarodowej organizacji Crans Montana Forum z siedzibą w Szwajcarii dołączyła do inicjatywy Young Leaders for Tomorrow, zrzeszającej grupę młodych liderów z całego świata.
Od maja 2015 pełni funkcję ambasadorki SOS Wiosek Dziecięcych w Polsce.
Od 2013 do 2016 była wiceprezesem Polskiego Komitetu Olimpijskiego, aktualnie pozostając doradcą Prezesa PKOl. W ośrodku analitycznym THINKTANK pełni rolę eksperta w zakresie komunikacji i relacji multikulturowych, strategicznej filantropii oraz społecznej odpowiedzialności biznesu.
W lipcu 2018 stała się inwestorem strategicznym i większościowym udziałowcem Polenergia S.A. i została powołana na członka Rady Nadzorczej spółki.
26 września 2018 odebrała Order Uśmiechu. Otrzymała go za wybitne zasługi w działalności na rzecz dzieci. W tym samym roku otrzymała Odznakę Honorową za Zasługi dla Ochrony Praw Dziecka.
23 czerwca 2020 wyróżniona Nagrodą Orła Jana Karskiego za dzielenie się dobrem tam, gdzie go brakuje.
Od jesieni 2020 jest członkinią Foundry - elitarnej, międzynarodowej grupy filantropów, będącej częścią organizacji Founders Pledge, wspierającej największych światowych przedsiębiorców zaangażowanych w działalność dobroczynną. Celem tej współpracy jest przeciwdziałanie zjawisku ubóstwa menstruacyjnego.
W 2021 zajęła 5. miejsce na liście najbogatszych Polaków magazynu „Forbes” z majątkiem wycenianym na 7,6 mld zł.

### Pomoc rozwojowa
Angażuje się w działalność charytatywną, w szczególności w projekty związane z pomocą rozwojową. Pomaga krajom dotkniętym przez biedę, klęski żywiołowe i różnego rodzaju katastrofy naturalne. Założona przez nią Kulczyk Foundation w programie telewizyjnym „Efekt Domina” wspólnie ze stacją TVN pokazuje przykłady działań opartych na pomocy rozwojowej, partnerstwie i wolontariacie. Współpracuje również z CNN International przy realizacji filmów dokumentalnych w ramach projektu CNN Freedom Project. Poruszają one problematykę różnych form współczesnego niewolnictwa.
W marcu 2020 przekazała polskiej Fundacji Lekarze Lekarzom (założonej przez Naczelną Izbę Lekarską) 20 mln zł na zakup sprzętu medycznego do walki z epidemią wywołaną przez koronawirusa COVID-19.

## Życie prywatne
Jest córką Jana i Grażyny Kulczyków, ma brata Sebastiana. W latach 2001–2013 była żoną Jana Lubomirskiego-Lanckorońskiego, mają dwoje dzieci, Jeremiego i Weronikę.